# Microcercus obtusicauda
Microcercus obtusicauda is een pissebed uit de familie Eubelidae. De wetenschappelijke naam van de soort is voor het eerst geldig gepubliceerd in 1898 door Gustav Budde-Lund.